# Guerra Civil Castelhana (1296-1304)
A Guerra Civil Castelhana de 1296 a 1300 foi um conflito armado surgido de uma crise dinástica, que opôs Fernando IV de Leão e Castela a Afonso de la Cerda e João de Valencia de Campos, que pretendiam dividir entre si a Coroa de Castela e Leão. Neste conflito envolveu-se o rei D. Dinis e o rei de Aragão Jaime II, ambos em apoio dos dois pretendentes às Coroas de Castela e de Leão.

## Contexto
Em 1230, a Coroa de Leão unira-se com a Coroa de Castela, formando assim um grande bloco hegemónico na península Ibérica inconveniente tanto para Portugal a ocidente, como para Aragão a leste e também para o emirado muçulmano de Granada a sul.
A morte de Sancho IV de Leão e Castela abriu um problema de sucessão. O seu herdeiro Fernando IV era uma criança com 10 anos e a regência da Coroa passou para as mãos da sua mãe, Maria de Molina. Insatisfeitos com o governo, cresceram as queixas de nobres, bem como as pretensões ao trono, pois o rei D. Fernando IV havia nascido fora do casamento. Reclamava-o Afonso de la Cerda, por ser filho de Fernando de la Cerda, este filho primogénito de Afonso X de Leão e Castela, avô de Fernando IV. Também D. João de Valencia de Campos, outro filho de Afonso X.
D. João de Valência de Campos encontrou-se com D. Dinis na Guarda em Julho de 1295, a pedir-lhe apoios para a sua causa no reino vizinho. A 1 de Agosto de 1295, o rei D. Dinis declarou guerra a D. Fernando IV e disto resultou, quase de imediato, uma reunião entre o rei português e D. Henrique o Senador, o tio e enviado do rei castelhano, que lhe prometeu as vilas de Serpa, Moura, Aroche e Aracena em troca de paz. As vilas foram entregues dois meses mais tarde, mas a falta de cooperação na resolução da demarcação das fronteiras levou D. Dinis a virar-se para uma aliança com os pretendentes aos tronos de Leão e Castela, bem como o rei de Aragão, D. Jaime II.
Em Janeiro de 1296, o rei Jaime II de Aragão patrocinou um encontro entre Afonso de la Cerda e o irmão deste, o Infante D. Jão de Valência de Campos, com vista a despoliar Fernando IV e separar novamente Leão e Castela em duas Coroas independentes. D. João ficaria com a Coroa de Leão, com os reinos de Leão, Galiza, Astúrias e Sevilha, e Afonso de la Cerda ficaria com a Coroa de Castela, com os reinos de Castela, Toledo, Córdova, Múrcia e Reino de Xaém.
Assim, o rei D. Dinis uniu-se a D. Jaime II de Aragão e ao emir Maomé II de Granada, que se juntou à coligação em Março de 1296, com vista a repartirem as Coroas de Leão e Castela entre os dois pretendentes. Em Março D. Jaime entregou uma declaração formal de guerra a Fernando IV e à sua mãe, Maria de Molina.
O alvo da campanha seria Valladolid, onde se encontravam o filho e a mãe.

## A campanha de D. Dinis em Leão e Castela, 1296
Na primavera de 1296, os exércitos aragoneses penetram em solo castelhano e fazem aclamar em Leão D. Juan de Valencia de Campos como rei de Leão. De lá a hoste prosseguiu para Sahagún, onde Afonso de la Cerda foi proclamado rei de Castela. Em Maio, iniciam um cerco à poderosa fortaleza de Mayorga, para a qual não estavam preparados e por isso retiram-se em Agosto depois de ter eclodido a peste.
A ocidente o rei D. Dinis procurou garantir a neutralidade da Ordem de Alcântara, detentora de importantes fortalezas raianas. Em Setembro deu-se o ataque português. O exército dionisino seria de grandes dimensões. Contaria com cerca de 1500 cavaleiros e 3000 peões, entre 500 cavaleiros e 2000 peões das mesnadas dos nobres; cerca de 500 cavaleiros e 1000 peões das milícias concelhias; e cerca de 338 besteiros.
Terá partido da Guarda entre a terceira e a quarta semana de Setembro em direcção a Ciudad Rodrigo, alcançada em três ou quatro dias. Passa dali por Salamanca e reúne-se então a D. Juan de Valencia de Campos e Afonso de la Cerda e às hostes aragonesas sob o comando D. Pedro Coronel. Provavelmente sob o comando do rei português, as tropas dirigem-se a Tordesilhas e, dali para Simancas.

### Outras acções
Entretanto, na raia alentejana, as milícias de Elvas conquistam Campo Maior e Alvalade. No Alto Alentejo deu-se uma forte incursão castelhana comandada por Alonso Pérez de Guzmán, no decurso do qual deu-se uma batalha campal com o grão-mestre da Ordem de Avis D. Lourenço Afonso, que correu mal às armas lusas. Uma frota partida de Sevilha atacava também, por então, o porto de Lisboa, sendo derrotada ao largo de Sines.

### Retirada
Carecendo de meios para conquistar Valladolid, D. Dinis mudou-se para Medina del Campo, localidade mais afastada do principal bastião adversário, na margem esquerda do Douro, e logo, mais segura. De lá, iniciaram-se os preparativos para o regresso a casa enquanto as hostes aragonesas regressavam a Aragão. Aproximava-se o Outono e não convinha por então dar-se início a um cerco que poderia prologar-se pelo Inverno.
De Medina del Campo, as tropas portuguesas pilharam o território à sua passagem, a caminho de Portugal. O castelo de Torres, nas proximidades de Castelo Rodrigo, foi tomado e guarnecido, porém foi reconquistado pelos castelhanos semanas mais tarde.

## Desfecho
Ainda que não se tenha logrado a partição das Coroas de Leão e Castela, lograram no entanto os portugueses ocupar o Ribacoa e obter algumas cidades alentejanas, ao passo que os Aragoneses conquistaram o reino de Múrcia.
Os territórios adquiridos por Portugal na campanha de 1296, com alguns ajustes posteriores, veio a definir a actual fronteira portuguesa. O Tratado de Alcanizes foi assinado, favorável a Portugal. Também ficou acordado que o rei D. Fernando IV de Castela e a sua irmã D. Beatriz casar-se-iam com os filhos de D. Dinis, D. Constança e D. Afonso, respectivamente.